# Ledsham (Cheshire)
Ledsham is een civil parish in het bestuurlijke gebied Cheshire West and Chester, in het Engelse graafschap Cheshire met 88 inwoners.